# Rio Berința
O Rio Berinţa é um rio da Romênia afluente do Rio Cavnic, localizado no distrito de Maramureş.